# Стеблево (станция, Вологодская область)
Стеблево — жд станция в Грязовецком районе Вологодской области.
Входит в состав Комьянского муниципального образования, с точки зрения административно-территориального деления — в Комьянский сельсовет.
Расстояние по автодороге до районного центра Грязовца — 19,7 км, до центра муниципального образования Хорошево — 5,9 км.
По переписи 2002 года население — 20 человек (10 мужчин, 10 женщин). Всё население — русские.